# Uraneis zamuro
Uraneis zamuro är en fjärilsart som beskrevs av Otto Thieme 1907. Uraneis zamuro ingår i släktet Uraneis och familjen Riodinidae. Inga underarter finns listade i Catalogue of Life.